# Shumway (logiciel)
Pour les articles homonymes, voir Shumway.
Shumway est un logiciel libre qui a pour but de pouvoir remplacer Adobe Flash Player d'une manière transparente. Il est développé par Mozilla depuis 2012.
Shumway gère le Flash en le traduisant au préalable en éléments HTML5 et en JavaScript.